# Lago das Brisas

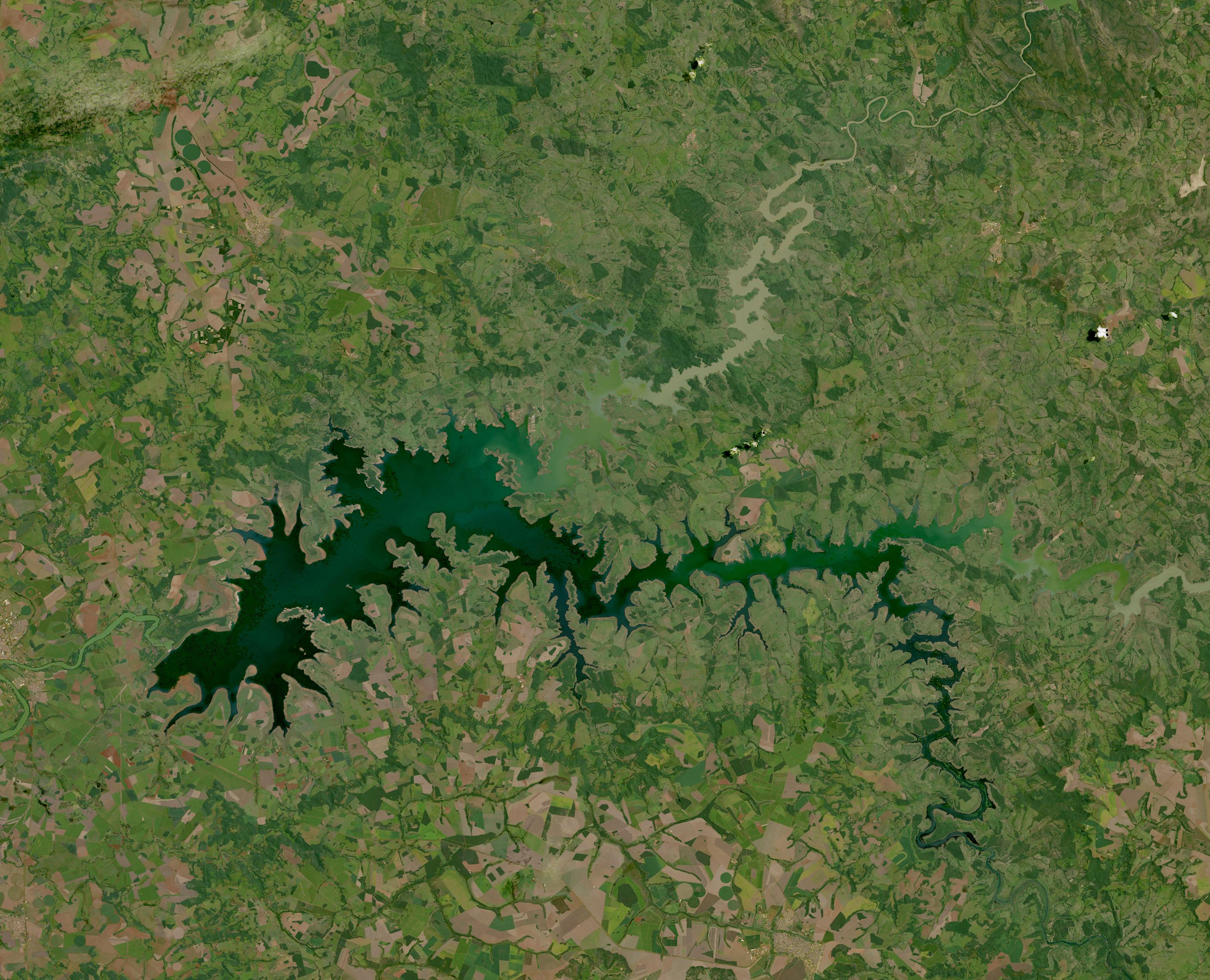
Imagem de Satélite do Lago das Brisas, capturada pelo Landsat 8.

O lago das Brisas é um lago localizado a cerca de 202 km de Goiânia, no estado brasileiro de Goiás. Situado no município de Buriti Alegre, o lago das Brisas tem 778 km2 de área, cerca de duas vezes e meia maior que a baía de Guanabara. De beleza inigualável, é formado pelo encontro dos rios Piracanjuba, Corumbá e Paranaíba. Contém 17000 milhões de metros cúbicos de água e em alguns pontos chega a atingir a profundidade de 450 m por 1850 m de largura.
O Lago das Brisas tem a maior parte dos visitantes no povoado de Corumbazu, no município de Buriti Alegre. Está a 27 Km do centro desta cidade, 181 Km de Goiânia e 378 Km de Brasília.
Como o lago é formado para atender a hidroelétrica de Itumbiara (Furnas) seu nível varia de acordo com as chuvas e a vazante da hidroelétrica. Os meses de cheia coincidem com as chuvas em Goiás, ou seja, de Outubro a Abril, sendo que o máximo é alcançado nos meses de Março e Abril.
Com hotéis, pousadas e casas de veraneio que são alugadas, torna-se uma excelente opção de lazer com diversos esportes aquáticos.